# معرض سارجينت

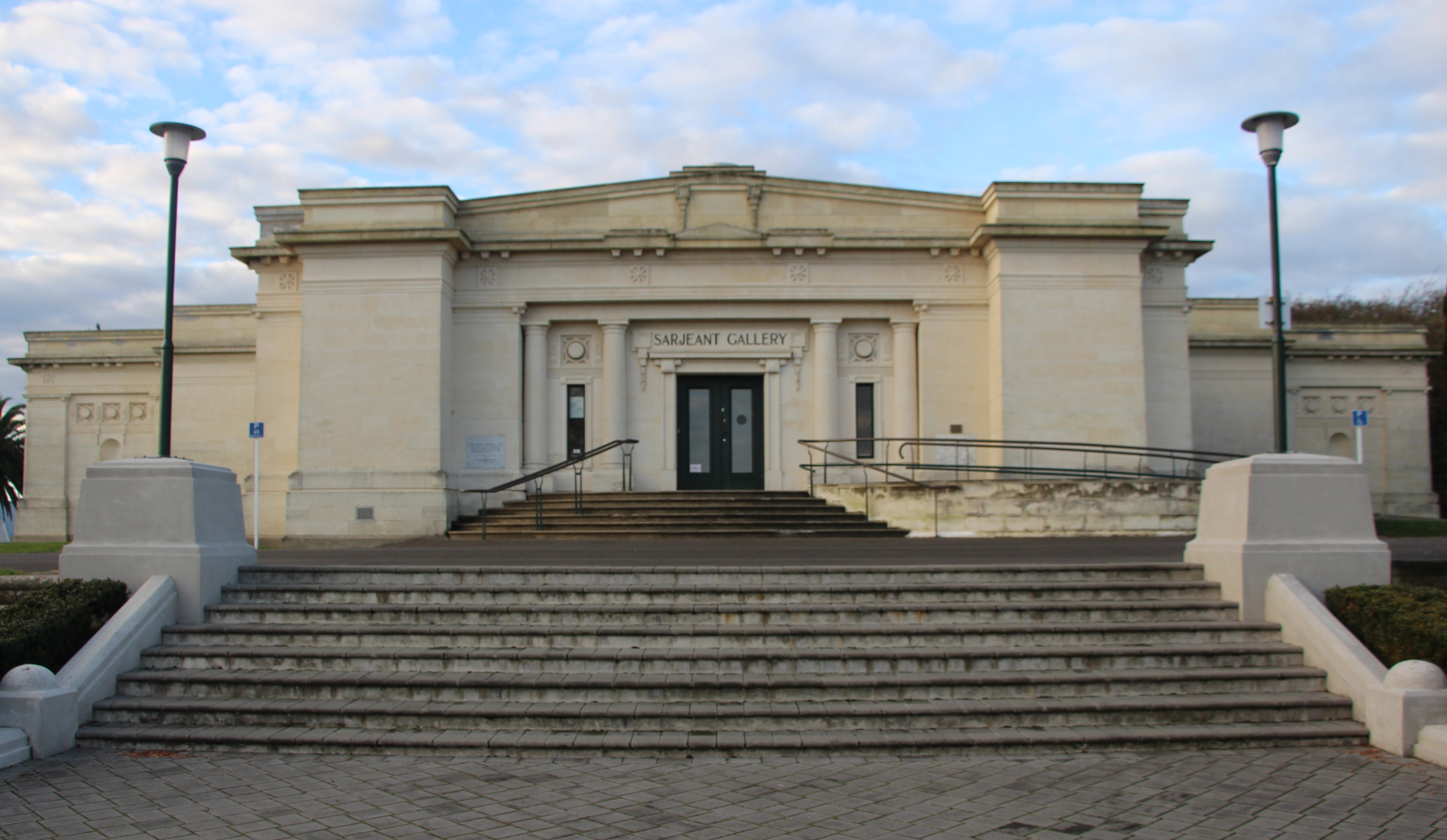
معرض سارجينت في وانجانوي

معرض سارجينت هومعرض يقعُ في كوينز بارك وانجانوي لكنّه مغلق حاليا لإعادة التطوير والترميم. يضمُّ المبنى المؤقت في سارجينت حاليًا مجموعة سارجينت وجميع المعارض والأحداث. معرض سارجينت هو متحف فني إقليمي به مجموعة من الأعمال الفنية الدولية والنيوزيلندية.

## التأسيس والبناء
تم بناء سارجينت نتيجة وصية للمدينة من قبل وينري سارجينت في عام 1912. ورث سارجينت المال «لإلهام أنفسنا ومن سيأتي بعدنا». أقيمت مسابقة لاختيار مهندس معماري للمشروع. كان الفائز هو المهندس المعماري دنيدن إدموند أنسكومب، ولكن من المحتمل أن يكون التصميم الفعلي قد أكمله طالب شاب في مكاتبه يُدعى دونالد هوزي. تم افتتاح صالة العرض ذات الشكل الكلاسيكي الجديد عام 1919. تتفرع أربع صالات عرض من مساحة مركزية مغطاة بقطعة صغيرة في قبة نصف كروية. تم تسجيل المبنى لدى صندوق الأماكن التاريخية في نيوزيلندا (بالإنجليزية: New Zealand Historic Places Trust)‏ (الآن تراث نيوزيلندا (بالإنجليزية: Heritage New Zealand)‏) كمكان تاريخي من الفئة الأولى برقم تسجيل 167، ولديه أعلى قائمة ممكنة بموجب قانون صندوق الأماكن التاريخية في نيوزيلندا (بالإنجليزية: New Zealand Historic Places Trust)‏.

## المجموعات
هناك أكثر من 8300 عمل فني في مجموعة المعرض تمتد إلى 400 عام. ركزت المجموعة في البداية على الفن البريطاني والأوروبي في القرن التاسع عشر وأوائل القرن العشرين، ولكن نظرًا للشروط الموسعة لإرادة المحسن هنري سارجينت، تمتد المجموعة الآن من القرن السادس عشر حتى القرن الحادي والعشرين. من بين المجموعات أعمال تاريخية وحديثة في جميع الوسائط - على الورق والمنحوتات والفخار والسيراميك والزجاج ؛ أعمال برونزية فن الفيديو ولوحات لفنانين معاصرين وأساتذة قدامى. من بين الفنانين العالميين الذين ظهروا في المجموعة إدوارد كولي بيرن جونز ودومينيكو بيولا وفرانك برانجوين وبرناردينو بوتشيتي وجاسبارد دوغيت وويليام ريتشموند وويليام إيتي وليليو أورسي وفريدريك جودال وأوغسطس جون. ومن بين الفنانين المولودين أو المقيمين في نيوزيلندا والمتميزين في المجموعة كولين مكاهون، ورالف هوتري، وبات هانلي، وبيتر نيكولز، وتشارلز فريدريك جولدي، وجوتفريد لينداور، وبيتروس فان دير فيلدين.
يحتوي سارجينت أيضًا على مجموعة كبيرة من أعمال الرسام المولود في وانهاجو، إديث كوليير، وأهم مجموعة من أعمال خوان جريهان، المولودة أيضًا في واهانجو.
يمكن الوصول إلى غالبية المجموعة عبر الإنترنت: استكشف مجموعة سارجينت Gallery

## مقر تايلي كوتاج
منذ عام 1986، قام معرض سارجينت بتسهيل إقامة تايلي كوتاج.

## مشروع إعادة تطوير معرض سارجينت
فازت شركة الهندسة المعمارية وارن أند ماهوني ومقرها كرايستشيرش في مسابقة لإعادة تطوير معرض سارجينت في عام 1999. تشمل إعادة التطوير هذه التقوية الزلزالية والترميم وإضافة امتداد مواجه للشمال لن يكون مرئيًا من الواجهة الشهيرة المواجهة للجنوب.
في عام 2014، مع استمرار جمع التبرعات لإعادة التطوير، تحولت مجموعة ومعرض سارجينت بالكامل إلى مباني جديدة مؤقتة في توبو كواي، في وسط واهانجو حيث يستمر برنامج المعارض. تمت الموافقة على مشروع إعادة التطوير الطموح الذي تبلغ قيمته 35 مليون دولار أمريكي في ديسمبر 2017 عندما تم الوفاء بالمواعيد النهائية الحاسمة لجمع الأموال، وبالتالي أكدت الحكومة الإفراج عن 10 ملايين دولار من الأموال التي تم التعهد بها. نتيجة لذلك، يتم الآن التعاقد على مشروع إعادة التطوير، مع بدء أعمال الترميم والبناء في عام 2019 بعد مائة عام من بناء معرض سارجينت. سيعاد افتتاح معرض سارجينت جاليري تي واهر ريهوا واهانجو المعزز والمُجدد والموسع في عام 2021.

## روابط خارجية
- الموقع الرسمي